# 帕德博恩采邑主教區
帕德博恩采邑主教區（德語：Fürstbistum Paderborn; Hochstift Paderborn）是1281至1802年間神聖羅馬帝國的一個主教采邑。

## 歷史

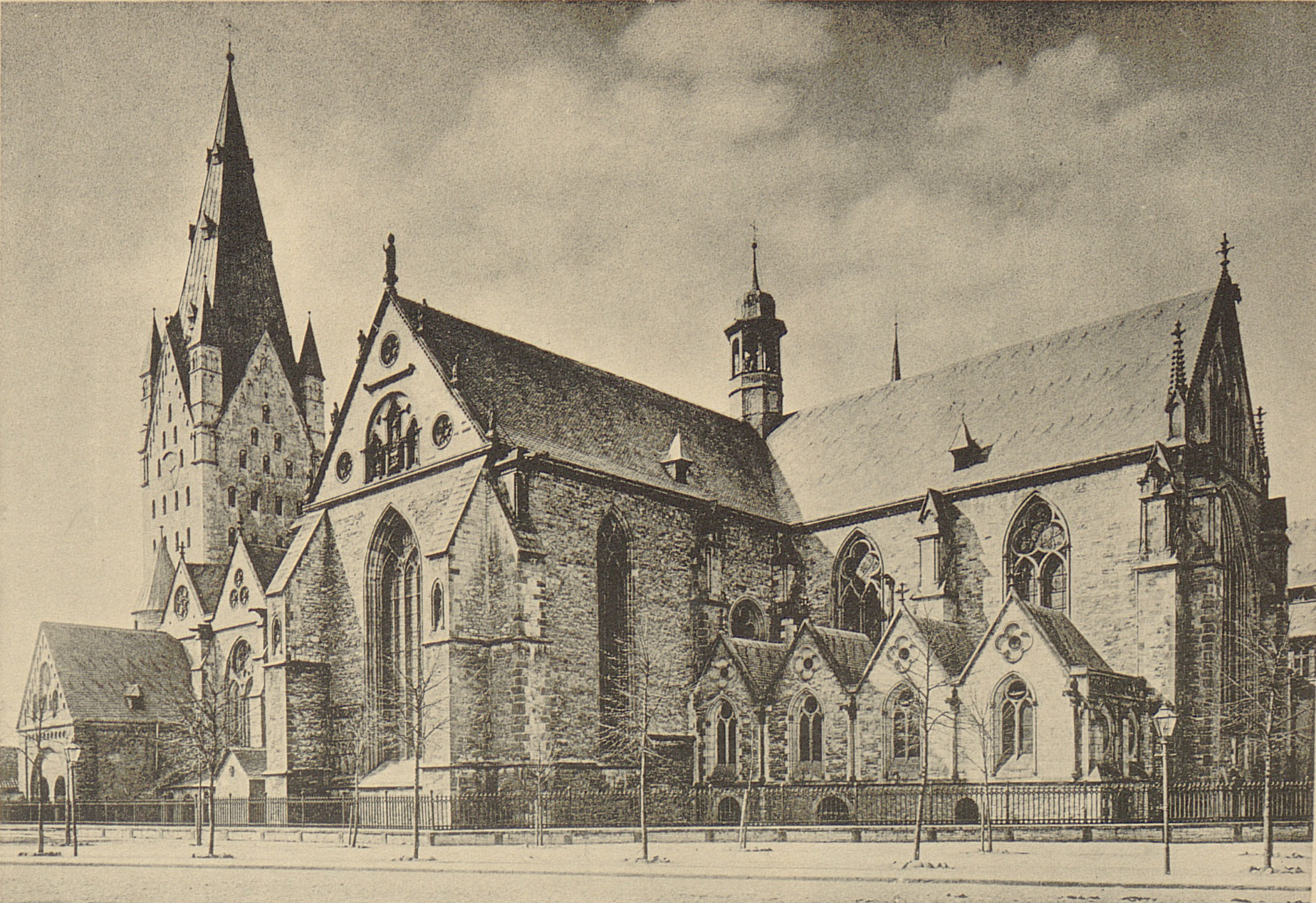
約1891年的帕德博恩主教座堂

帕德博恩主教采邑由教宗良三世於799年成立，教區成立的初期仍然附屬於維爾茨堡主教采邑。自855年起，神職人員開始有權選出采邑主教。主教采邑範圍涵蓋利珀和瓦爾代克的大部分地區，以及拉文斯貝格伯國近半部分。
1180年，薩克森公國的行政中央不復存在，原公國中央對帕德博恩的行政權利被轉移至科隆選侯國。科隆總主教對帕德博恩的擁有權糾紛最終在13世紀得到解決，條款幾乎完全有利於帕德博恩。在帕德博恩主教伯恩哈德二世（Bernhard II, Bishop of Paderborn）（1188年–1203年）治下，自11世紀中起帕德博恩被阿恩斯貝格伯爵作為其封邑而擁有的教區管轄權，終於回歸到帕德博恩主教手中。這是主教管理教會世俗財產的重要一步，主教從此有權作為世俗統治者，建立起帝國直轄的主教采邑。從那時起，主教不再將教會轄區作為封地授予他人，而是自行直接管理轄區，並選擇一位神職人員代表其參與政府內的事務。他們最終成功得到主教采邑境內多座修道院的管轄權。
十二至十三世紀期間，歷任帕德博恩主教都不得不與科隆抗衡；1281年，當時尚未被祝聖，還只是主教當選人的奧托·馮·里特貝格（Otto von Rietberg）獲哈布斯堡的魯道夫贈予主教冠冕，並賦予其除刑事之外的全部司法權。1288年瓦林根之戰科隆總主教戰敗後，帕德博恩的主教們逐漸掌握了統治權力，但是仍然未能完全控制整個教區。14世紀初，時任主教利珀的伯恩哈德五世（Bernhard V of Lippe）（1321年–1341年）制定了帕德博恩主教區第一部憲法（Privilegium Bernhardi）。但伯恩哈德五世同時亦得承認帕德博恩市在司法上不受憲法約束。1361年至1380年在任的主教亨利三世（Henry III, Bishop of Paderborn）由於兼任柯維修道院院長，所以他委託一位副主教代其處理帕德博恩的宗教事務；1371年，他重建了帕德博恩的諾伊豪斯城堡。之後一任的主教施滕貝格伯爵西蒙二世（1380年–1389年）在位期間，與當地貴族發生爭執，在他死後，這班貴族將帕德博恩教區破壞殆盡。1399年當選主教的拉文斯貝格伯爵威廉二世，致力消除西蒙二世時期因爭執而對教區所造成的負面影響。但到了1414年，科隆總主教一席懸空引來各方爭奪，威廉二世亦對席位虎視眈眈，其行事背棄了帕德博恩的主教身份，故此帕德博恩大教堂分會在其缺席之下決定重新推選出一位新任主教。獲前任總主教欽點，最終成功就任科隆總主教的默爾斯的迪特里希三世，在這次推選中同時被選為新一任帕德博恩主教（1415年–1463年）。身兼科隆總主教的迪特里希三世為了擴張領地，經常與周邊邦國發生衝突。他引發的衝突為帕德博恩主教區帶來了沉重的債務；在他與索斯特鬥爭期間（1444年–1449年），帕德博恩同時遭到重創。

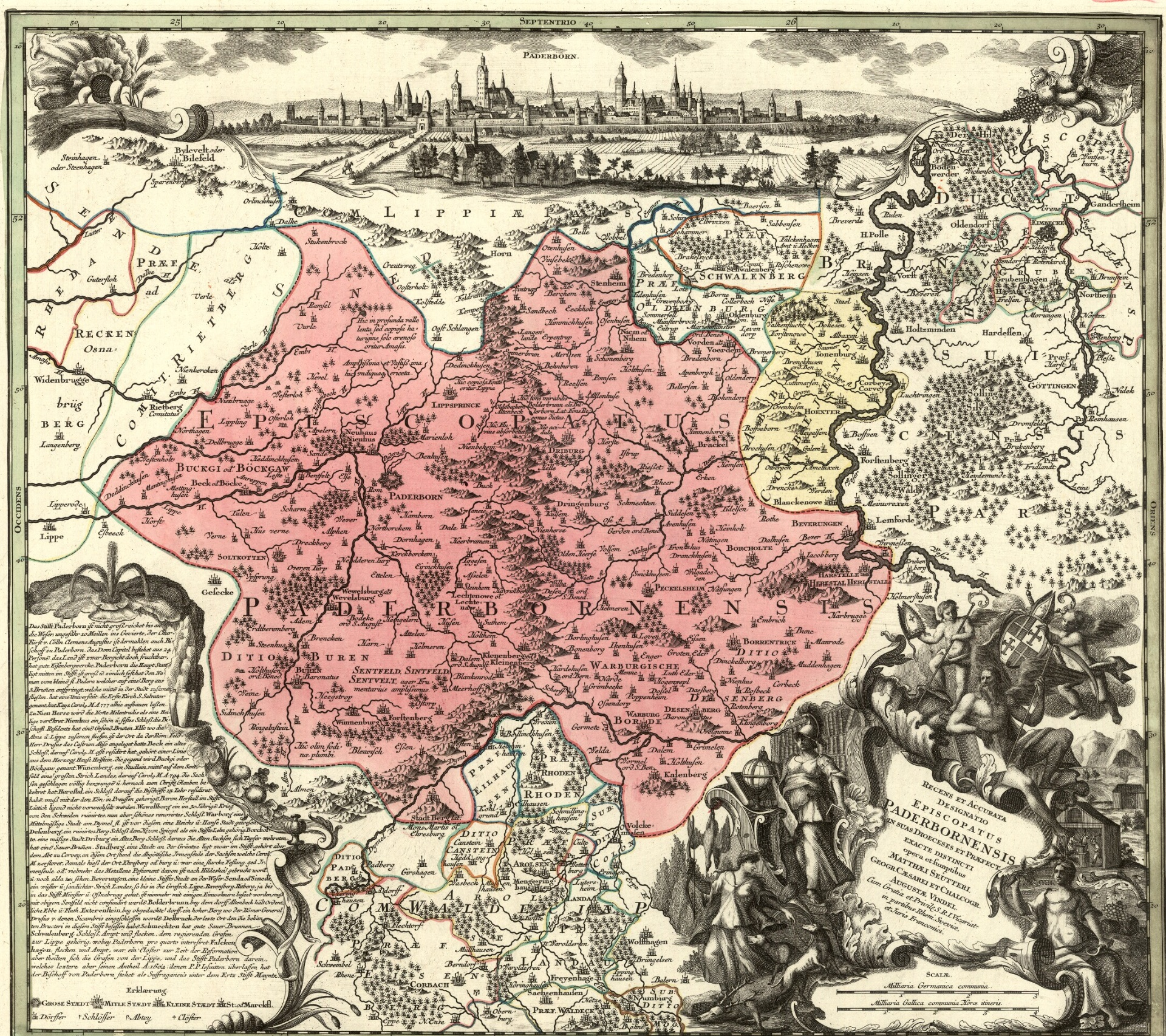
1750年的采邑主教區地圖

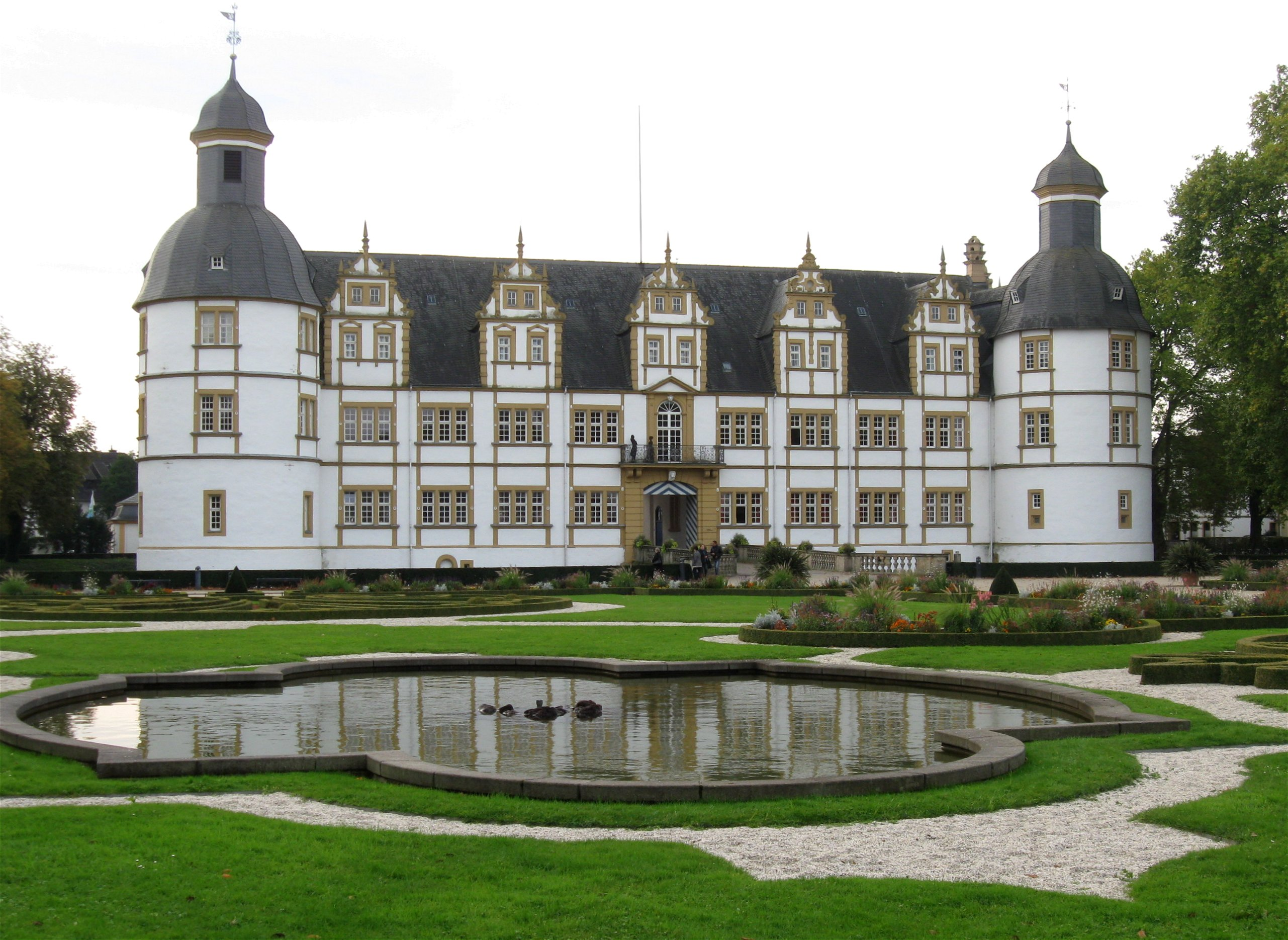
位於帕德博恩的諾伊豪斯城堡，是主教的居所

1502年至1532年，在主教不倫瑞克-格魯本哈根公爵埃里希的統治下，儘管主教仍然忠於天主教會，但宗教改革運動仍然在教區站穩了腳跟。後任主教維德的赫爾曼（1532年–1547年）同時兼任科隆總主教，他試圖在帕德博恩和科隆引入新教義，但遭到各階層的反對。利珀、瓦爾代克和巴特皮爾蒙特等伯爵領地，教區在拉文斯貝格伯國的部分地區，以及威悉河右岸的大部分教區都皈依了新教。
到了16世紀中後期，主教薩克森-勞恩堡的亨利（1577年–1585年）是信義宗教徒，他允許他的教徒採納奧格斯堡信條。在帕德博恩市，只有大教堂和阿布丁霍夫修道院（Monastery of Abdinghof）仍然信奉天主教。為了挽救局面，大教堂分會於1580年招募了一批耶穌會士來到了帕德博恩。下任主教菲斯滕貝格的迪特里希四世（1585年–1618年）恢復了天主教行事，他為耶穌會建造了一所教會學校，並於1614年創辦了帕德博恩大學。
1802年的德意志采邑調解後，帕德博恩采邑主教區被世俗化並被併入普魯士，1807至1813年帕德博恩成為威斯特法倫王國的一部分，再之後成為普魯士威斯特法倫省的組成部分。
雖然采邑主教區作為一個國家已永久解體，但1821年教宗庇護七世在區內重建了天主教帕德博恩教區。透過與普魯士之間的宗教協定，1930年教區獲升為總教區；與此同時，帕德博恩總教區要將愛爾福特和希爾德斯海姆周邊地區的教會管轄權讓予富爾達教區，以及將另外兩塊細小地區讓予科隆總教區。重整管轄範圍後，富爾達教區和希爾德斯海姆教區歸入帕德博恩總教區成為其附屬教區。
1958年埃森教區成立，帕德博恩被析出了相當一部分轄區。1994年，帕德博恩將其位於前東德的部分轄區分給了新成立的馬格德堡教區。但隨後馬格德堡和愛爾福特教區都被歸入到帕德博恩總教區之下。同時，希爾德斯海姆教區則被改劃入漢堡總教區。
在1990年代，總教區與叛教的神父歐根·卓沃曼之間的衝突成為了頭條新聞。
現任帕德博恩總教區大主教為漢斯-約瑟夫·貝克爾。

## 外部連結
维基共享资源上的相關多媒體資源：帕德博恩采邑主教區
- 現代天主教帕德博恩總教區官方網站
- 1789年的帕德博恩采邑主教區地圖

51°43′07″N 8°45′23″E / 51.7187°N 8.75628°E